# ماورینه دورنلس گونسالویس
ماورینه دورنلس گونسالویس (پرتغالی: Maurine Dorneles Gonçalves؛ زادهٔ ۱۴ ژانویهٔ ۱۹۸۶) بازیکن فوتبال زن اهل برزیل است.
از باشگاه‌هایی که در آن بازی کرده‌است می‌توان به باشگاه فوتبال زنان سانتوس، باشگاه فوتبال سانتوس، وسترن نیویورک فلش، و باشگاه فوتبال فلامینگو اشاره کرد.
وی در مسابقات بین‌المللی در مجموع برندهٔ ۱ مدال طلا، ۱ مدال نقره شده‌است.